# Тендровский залив
Тендровский залив — залив Чёрного моря на юго-западе Херсонской области. Северная граница Тендровского залива проходит по южному берегу полуострова Ягорлыцкий Кут, а южная — по Тендровской косе.
В 1995 году залив был включён в перечень водно-болотных угодий международного значения, подпадающих под действие Рамсарской конвенции.
На дне Тендровского залива находится множество затонувших судов разных времен. Высказывается предложение придать Тендре статус подводного археологического заповедника, первого на Украине, чтобы воспрепятствовать систематическому грабежу подводных реликвий.